# 일본국유철도 D50형 증기 기관차

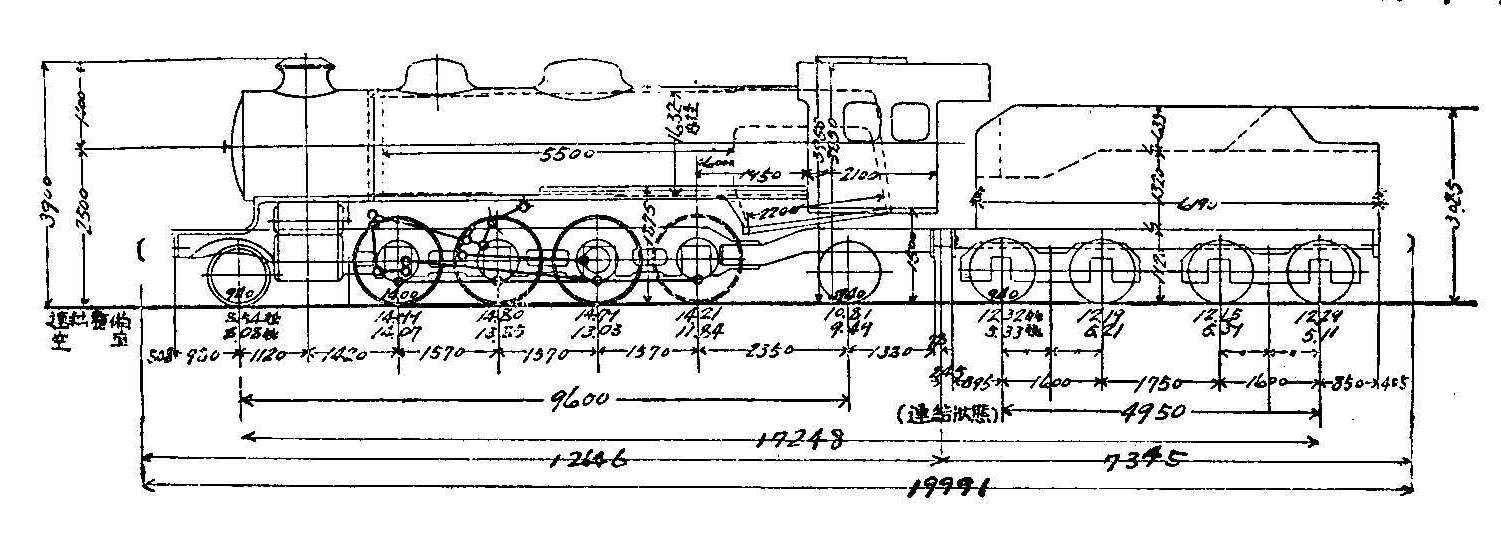
D50형의 측면 설계도

일본국유철도 D50형 증기 기관차(일본어: D50形蒸気機関車)는 일본국유철도(제조시엔 철도성)의 화물용 텐더식 증기 기관차이다. 처음에는 9900형이라고 불렸으나, 1928년 10월에 D50형으로 명칭이 바뀌었다. 철도 종사자들을 중심으로 "데코마루" 또는 "데고레"라는 별명이 있었다.

## 설계 및 제조
제1차 세계 대전 때의 일본 화물 수요 증가를 계기로 철도성에서는 1916년경부터 9600형의 후계기 계획이 제기되어 왔다. 9600형 보다 더 강력한 화물기를 투입해, 화물수송에 있어 문제점이라고 여겨지던 하코네 급구배 같은 경사 구간에서의 수송율 증가를 계획했다. 그래서 종축이 없는 9600형(2-8-0)을 그대로 두고 동축만 1축을 추가해 데커포드형 차륜 배치(2-10-0)로 확대시킨 기관차가 검토됐다.
하지만, 철도 국유화 후 장기에 걸쳐 논의가 계속되고 있던 개궤 논쟁이 최종적으로 협궤파의 승리로 끝나며, 협궤에 최적화한 설계의 18900형(후에 C51형으로 개칭됨)이 큰 성공을 거뒀기에, 화물용 기관차에 대해서도 데커포드형 차륜 배치(2-10-0)를 포기하고 18900형과 마찬가지로 차륜 배치를 종대차가 부착된 미카도형 차륜 배치(2-8-2)로 변경해서 9600형을 뛰어 넘는 고성능기가 계획되었다.
이리하여 D50형은 철도성의 오가와라 후지요시를 설계 주임으로 두고 철도성과 제조사들이 공동 설계되었다.
D50형은 가와사키 조선소가 주체가 되고, 기샤세이조, 닛폰차량제조, 히타치 제작소에 의해, 1923년부터 1931년 사이에 380량이 제조되었다. 그러나 세계 대공황에 의한 화물 수송량의 감소로 인해 강력한 출력의 화물용 기관차의 수요가 적어지자 제조가 중단됐고 이후 증차는 개량형인 D51형으로 옮겨졌다.

## 구조
제조때까지 화물용 표준형 증기 기관차였던 9600형보다 보일러, 실린더 등의 부분을 좀 더 크게 만들었지만, 대부분의 부품이 처음부터 다시 설계 됐으며 미국식 대형 기관차 정책의 영향이 짙게 나타나 있다.

### 보일러
연관의 길이는 18900형의 설계를 그대로 가져와서 5,500 mm이고, 화격자 면적은 9600형과 비교하여 1.4배로 확대되었다. 최대증기압은 12.7기압으로, 국철제식기에서는 처음으로 채용된 냉수급수기를 탑재해 보일러의 열효율을 향상시켰다.
화실에 아치관을 추가해, 연관의 전열 면적을 축소하고, 과열 면적을 확대함으로써 연소 효율을 개선하고 성능을 향상시켰다.
덧붙여 연관의 길이 같은 여러 가지 특징이나 구조로부터, 이 보일러의 설계가 1910년에 아메리칸 로코모티브사가 남아프리카 연방 철도에 1량을 납품한 기록을 봐서, 종축으로 거대한 화실을 지탱하는 구조의 보일러를 갖춘 이 기관차가 참고되어 납품되었을 가능성이 높다.

### 주행 장치
선대차는 1축이고, 종대차는 18900형이 성능을 입증한 콜식을 채용해, 동륜의 지름은 9600형의 1,250mm에서 1,400mm로 확대됐다.
또, 새로운 설계가 도입된 링크식의 선대차는, 설계가 적절하지 않았기 때문에 탈선 사고나 제1 동륜의 편마모가 자주 생기는 원인이 되기도 하고, 게다가 탄수차와 기관차 본체의 연결장치의 설계가 적절하지 않았던 것으로부터, 유치선등에서 사용되는 선로분기점을 통과할 때 탈선을 하는 사고를 많이 일으켰다. 이것에 대해서는 기관차 본체만으로 선로분기점을 통과시켰더니 탈선이 발생하지 않고, 탄수차를 연결했을 때에 한해서 탈선한 것 등에서 문제점을 파악하고, 기관차 본체와 탄수차를 연결하는 연결장치를 양편식에서 중앙식으로 변경하고, 선대차의 심향봉을 단축해 기관차 전체의 곡선통과 성능을 끌어올리는 것으로 대처했다. 또, 선대차 자체에 대해서는 D50 364 ~ 369 · 376 ~ 380이 C10형에서 좋은 성적을 거뒀던 고로식 선대차로 변경하는 것으로 해결했다

### 제동장치
브레이크 장치는 자동공기제동장치의 채용과 연결기를 자동 연결기로 교환하는 등에 의한 열차 중량의 증대를 통한 제동력 상승을 노렸기 때문에, 처음부터 웨스팅하우스 에어브레이크(WABCO) 사제 K-14 자동공기제동장치가 탑재됐고 이에 필요한 공기압축기와 공기탱크 등도 보일러 좌우 측면의 보행판 주변에 탑재됐다.
그러면서도 화차에는 1930년대 초반까지 진공 브레이크만 장착한 차량이 남아 있었기 때문에 그런 화차들이 사용되지 않을 때까지 진공 브레이크용 장비가 함께 실려 있었다

### 탄수차
D50형에서는 탄수차로써  20m³형이라 불리는 수조용량이 20.3m³, 탄고용량이 8.13t인 전용설계품이 채용되었지만, 20m³형은 수조 용량이 크기 때문에 장거리 운전을 실시하는 여객 열차용 C51 · C53형 등과 교체되는 사례가 많았기 때문에, 실제로 많은 수의 D50형이 C51 · C53형에서 옮겨 온 12-17형 탄수차를 연결하고 있었다. 이런 실상을 반영해 1927년 제조분부터는 12-17형 탄수차를 채용했다.

## 주요 제원
- 전장 17,248mm
- 전고 3,955mm
- 궤간 1,067mm
- 차륜 배치 2-8-2
- 동륜 지름 1,400mm
- 실린더（지름×왕복 거리） 570mm×660mm
- 보일러 압력 13.0kg/cm2
- 화격자 면적 3.25m2
- 보일러 수용량 7.4m3
- 대연관（지름×길이×수） 140mm×5,500mm×28
- 소연관（지름×길이×수） 57mm×5,500mm×90
- 기관차 본체 총중량 78.14t
- 기관차 본체 공차중량 70.36t
- 최대 동륜축중 14.70t
- 탄수차 총중량 49t
- 탄수차 공차중량 20t
- 최고속력 70km/h

## 제조년도 및 제조사 목록
- 1923년（8량）
  - 가와사키 조선소（8량）
    - 9900 - 9907（제조번호 898 - 905） → D50 1 -  8
- 1924년（34량）
  - 가와사키 조선소（34량）
    - 9908 - 9911（제조번호 982 - 985） → D50 9 - 12
    - 9912 - 9921（제조번호 1000 - 1009） → D50 13 - 22
    - 9922 - 9941（제조번호 1012 - 1031） → D50 23 - 42
- 1925年（62량）
  - 기샤세이조（24량）
    - 9942 - 9946（제조번호 822 - 826） → D50 43 - 47
    - 9968 - 9973（제조번호 828 - 833） → D50 69 - 74
    - 9974 - 9986（제조번호 837 - 849） → D50 75 - 87

  - 히타치 제작소（10량）
    - 9947 - 9952（제조번호 149 - 154） → D50 48 - 53
    - 19905 - 19908（제조번호 175 - 178） → D50 106 - 109

  - 가와사키 조선소（28량）
    - 9953 - 9967（제조번호 1049 - 1063） → D50 54 - 68
    - 9987 - 9999（제조번호 1075 - 1087） → D50 88 - 100
- 1926년（48량）
  - 가와사키 조선소（33량）
    - 19900 - 19904（제조번호 1088 - 1092） → D50 101 - 105
    - 19911 - 19937（제조번호 1101 - 1127） → D50 112 - 138
    - 19938（제조번호 1155）

  - 히타치 제작소（9량）
    - 19909, 19910（제조번호 179, 180） → D50 110, 111
    - 19939, 19940（제조번호 199, 200） → D50 140, 141
    - 19975 - 19979（제조번호 220 - 224） → D50 176 - 180

  - 닛폰차량제조（6량）
    - 19941, 19942（제조번호 161, 162） → D50 142, 143
    - 19943 - 19946（제조번호 164 - 167） → D50 144 - 147
- 1927년（90량）
  - 가와사키 조선소（60량）
    - 19947 - 19972（제조번호 1158 - 1183） → D50 148 - 173
    - 29901 - 29924（제조번호 1188 - 1211） → D50 202 - 225
    - 29951 - 29960（제조번호 1218 - 1227） → D50 252 - 261

  - 히타치 제작소（20량）
    - 19973, 19974（제조번호 228, 229） → D50 174, 175
    - 19980 - 19982（제조번호 225 - 227） → D50 181 - 183
    - 19987 - 19991（제조번호 241 - 245） → D50 188 - 192
    - 19992 - 19996（제조번호 262 - 266） → D50 193 - 197
    - 29925 - 29929（제조번호 274 - 278） → D50 226 - 230

  - 닛폰차량제조（10량）
    - 19983 - 19986（제조번호 172 - 175） → D50 184 - 187
    - 19997, 19998（제조번호 176, 177） → D50 198, 199
    - 19999, 29900（제조번호 191, 192） → D50 200, 201
    - 29944, 29945（제조번호 193, 194） → D50 245, 246
- 1928년（68량）
  - 히타치 제작소（24량）
    - 29930 - 29943（제조번호 279 - 292） → D50 231 - 244
    - D50 292 - 301（제조번호 302 - 311）

  - 닛폰차량제조（10량）
    - 29946 - 29950（제조번호 196 - 200） → D50 247 - 251
    - D50 304 - 308（제조번호 210 - 214）

  - 가와사키 조선소／가와사키 차량（15량）
    - 29961 - 29969（제조번호 1228 - 1236） → D50 262 - 270
    - D50 277 - 279（제조번호 1277 - 1279）
    - D50 302, 303（제조번호 1280, 1281）
    - D50 310（제조번호 1282）

  - 기샤세이조（19량）
    - 29970 - 29975（제조번호 990 - 995） → D50 271 - 276
    - D50 280 - 285（제조번호 1025 - 1030）
    - D50 286 - 291（제조번호 1032 - 1037）
    - D50 313（제조번호 1043）
- 1929년（35량）
  - 닛폰차량제조（1량）
    - D50 309（제조번호 225）

  - 가와사키 차량（12량）
    - D50 311, 312（제조번호 1300, 1301）
    - D50 330 - 339（제조번호 1306 - 1315）

  - 기샤세이조（12량）
    - D50 314, 315（제조번호 1064, 1065）
    - D50 320 - 329（제조번호 1066 - 1075）

  - 히타치 제작소（10량）
    - D50 316 - 319（제조번호 338 - 341）
    - D50 340 - 345（제조번호 363 - 368）
- 1930년（17량）
  - 기샤세이조（8량）
    - D50 346 - 349（제조번호 1109 - 1112）
    - D50 356 - 359（제조번호 1131 - 1134）

  - 가와사키 차량（6량）
    - D50 350 - 355（제조번호 1350 - 1355）

  - 히타치 제작소（3량）
    - D50 360, 361（제조번호 403, 404）
    - D50 376（제조번호 411）
- 1931년（18량）
  - 가와사키 차량（8량）
    - D50 362 - 369（제조번호 1389 - 1396）

  - 기샤세이조（6량）
    - D50 370 - 375（제조번호 1159 - 1164）

  - 히타치 제작소（4량）
    - D50 377 - 380（제조번호 412 - 415）

### 9900형의 번호부여방식
9900형의 제조순서와 번호의 대응은 1번째가 9900, 2번째가 9901, 3번째가 9902,....100번째가 9999가 되지만, 101번째는 만단위 수에 1을 더하여 19900으로 했다. 그 후에도 마찬가지로, 아래 2자리수를 00에서 시작해 99에 이르면 다음은 만단위의 숫자를 1을 더하여 다시 아래 2자리수를 00에서 시작하는 부번법으로 했다. 따라서, 100번째 마다 만위의 숫자가 앞당겨 200번째가 19999, 201번째가 29900, ...이런 식으로 번호가 부여되었다.
1928년에 칭호규정 개정에 의한 D50형으로 개정될 때, 번호순서를 9900이 D50 1, 9901가 D50 2, ... 29975를 D50 276으로 하였다.

## 운용
미국식 기관차 설계 기법을 적극적으로 도입한 D50형은, 제조 직후의 동일 조건에서의 성능 비교 시험에서 9600형에 비해 보일러 성능의 비약적인 향상과 출력의 증대로 60% 정도의 성능 향상을 실현하는데 성공하였다.
이러한 미국식이 반입된 D50형의 설계에 대해서는, 철도성의 주류였던 독일 기관차파를 인솔하는 아사쿠라 키이치로부터 "연관이 과대하다."라며 혹평당했다. 하지만, D50형의 첫호기가 완성될 즈음, 화물열차 견인의 주력이던 9600형은 견인가능중량이 700t정도였던 것을, D50형이 연결기의 자동연결기와 공기브레이크를 통해 한번에 최대 950t(나중앤 1,000t)의 견인이 가능해짐에 따라 운전을 담당하는 부서의 호평을 받아 강한 지지를 얻었다.이에 따라 가와사키 조선소(후에 가와사키차량으로 분사) · 기샤세이조 · 히타치 제작소 · 닛폰차량제조등 대형 철도차량 제조업체를 동원, 양산이 진행됐다.
초기차는 등장 직 후 곧바로 도카이도 본선 야마키타역 - 누마즈 사이, 조반선 다바타 - 미토마 등에서 사용되기 시작했다. 도카이도 본선의 특급으로 달릴 때는, 원래 견인담당인 C51형이나 C53형과 똑같이, 90km/h 이상으로 달리는 일도 자주 있었다. 본 형식은 시코쿠을 제외한 전국 각지의 주요 노선에서 화물열차 견인용으로, 혹은 급구배선의 여객·화물열차 견인용으로 사용되었다.
특히 급구배와 큰 수송 단위로 어려운 사용 조건에 있던 호쿠리쿠 본선이나 주오 선, 신에쓰 본선 등의 경사 구간을 가지고 있는 각 노선에서는, D51형 운행개시 이후에도 오랫동안 D51형의 배치를 거부하고 동축중이 약간 무겁기 때문에 공전이 잘 발생하지 않는본형식의 배치를 계속 요구했다고 전해지고 있어, '마지막까지도 의지가 되는' D50형에 승무원들이 주는 신뢰는 매우 컸다.
또, 선대차와 동륜 사이의 공간이 넓어서 검수가 편했던 것으로부터, D50형의 보수를 담당하는 각 기관구나 공장의 직원으로부터도 지지를 받았다. 이것은 바꿔 말하면 곡선통과성능에 다소 어려움이 있었다는 것이기 때문에, D50형은 역행 운전이나 추진 운전을 할 때 2축 경량 차량을 탈선시켜 버리는 사고를 자주 일으켰다
무로란 본선의 석탄열차에서는, 1930년부터 9600형이 2,000t급 열차를 운행하고 있었지만, 1936년에 D50형이 투입되면서 2,400t급 열차를 운행했다. 무엇보다 전쟁 전 ~ 전시에 걸쳐 엄격한 운용에다가 중점적으로 투입되다보니 기관차가 혹사로 급속히 피폐가 진행됨에 따라 1955년경부터 노후화에 의한 폐차가 나오기 시작하고, 1965년경까지 대부분이 폐차 되거나 D60형으로 개조가 되었다.
마지막까지 남은 한량은 초쿠호기관구에 배치되어 있던 D50 140으로, 1971년까지 운행된 후 우메코지 증기기관차관에 동태 보존(시간이 흐름에 따라 후에 정태 보존화)되었다. 쇼와 시기에는 D50형의 성능 제원을 기준으로 간선의 화물 열차의 견인 정수가 정해져, 거기로부터 역의 길이나 화차의 길이등의 철도 시설의 규격이 결정되어 오늘날의 철도에서 계승되고 있다. 거의 모든 의미에서 일본 철도의 기초를 닦은 기관차라고도  할 수 있을 것이다.
또 증기기관차에 제한해서 보아도 독일파로부터 "쓸데없이 크다"는 비판을 받았던 D50형 보일러의 설계와 구조는 C53형, D51형(C61형)에서 C59형(C60형)까지 각 형식에 탑재된 보일러의 기본이 되었고, 후계 차종인 D51, D52형에게 D50형의 설계가 거의 그대로 계승되게 되었다.
본 형식은 특급열차를 중심으로 화려하게 활약한 C51형이나, 제조수가 많았던 D51형의 그늘에 가려 눈에 띄지 않는다. 하지만, D50형의 등장 이후의 국철에서의 증기기관차 설계 뿐만 아니라 지상 설비의 정비 계획에 중대한 영향을 주었고, 또 수송 계획에 대해서도 결정적이라고 해도 좋은 영향을 미치고 있어, D50형은 일본의 국철제 증기기관차의 기술 발달 역사상 중요한 한획을 그은 중요한 기관차의 하나라고 할 수 있다.

## 개조
1939년에 D50 193은 육군의 요청으로 표준궤화 개조를 실시하여 중국으로 보냈으며, 상하이 - 난징간 철도에서 운용되었다. 중화인민공화국 성립후에도 존재했으며, 1951년에는 16형(이름으론 미카호)로 등록되었지만, 1955년에는 이미 차적조차 소멸한 상태였다.
오후나토 선 이치노세키 - 리쿠추마쓰카와간의 석회석 수송을 하던 이치노세키 기관구의 D50 267, 346은 리쿠추마쓰카와에 전차대가 없었기 때문에 역행 운전을 할 수 밖에 없었다. 그 때문에, 역행 운전시의 후방 시야 확보책으로서 C56형과 같이 탄수차의 어깨부분을 크게 잘라내는 개조가 실시되었다. 그 결과, 석탄 탑재량이 탱크식 증기 기관차 수준으로 줄었다. 이와 같은 개조는, 입환 전용기로 쓰이던 다른 형식의 텐더 기관차에서도 볼 수 있다.

## 보존
대부분의 차량이 빨리 폐차되거나 개조되었기 때문에 보존된 양수는 적은지라 현재 보존된 기체는 교토철도박물관에 보존되어 있는 D50 140과 홋카이도 기타미시의 산지공원에 보존되어 있는 D50 25, 2량뿐이다. 동태 보존기는 없다.

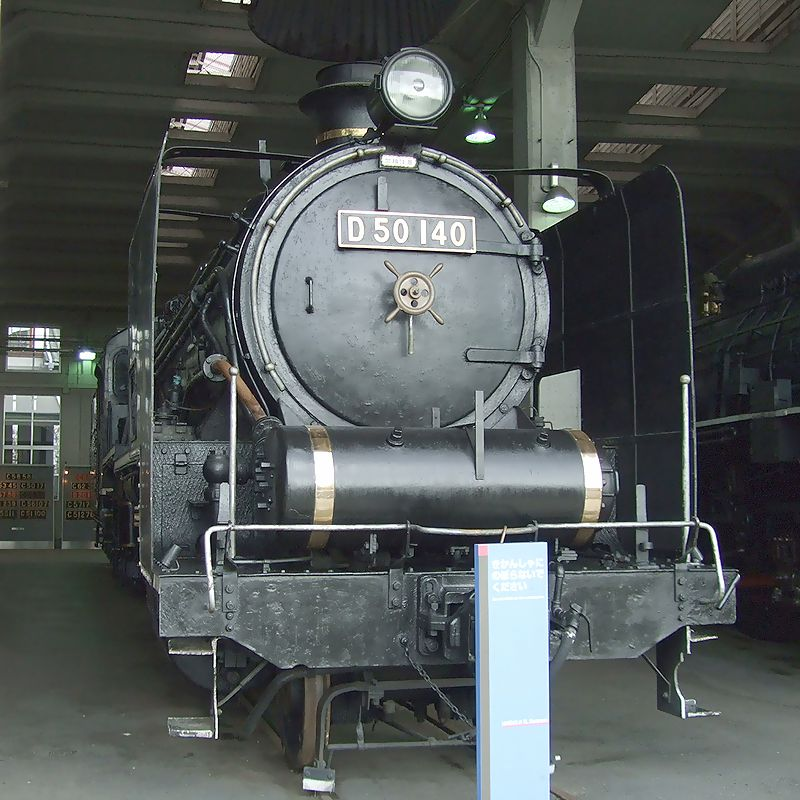
교토철도박물관에 보존되어 있는 D50 140
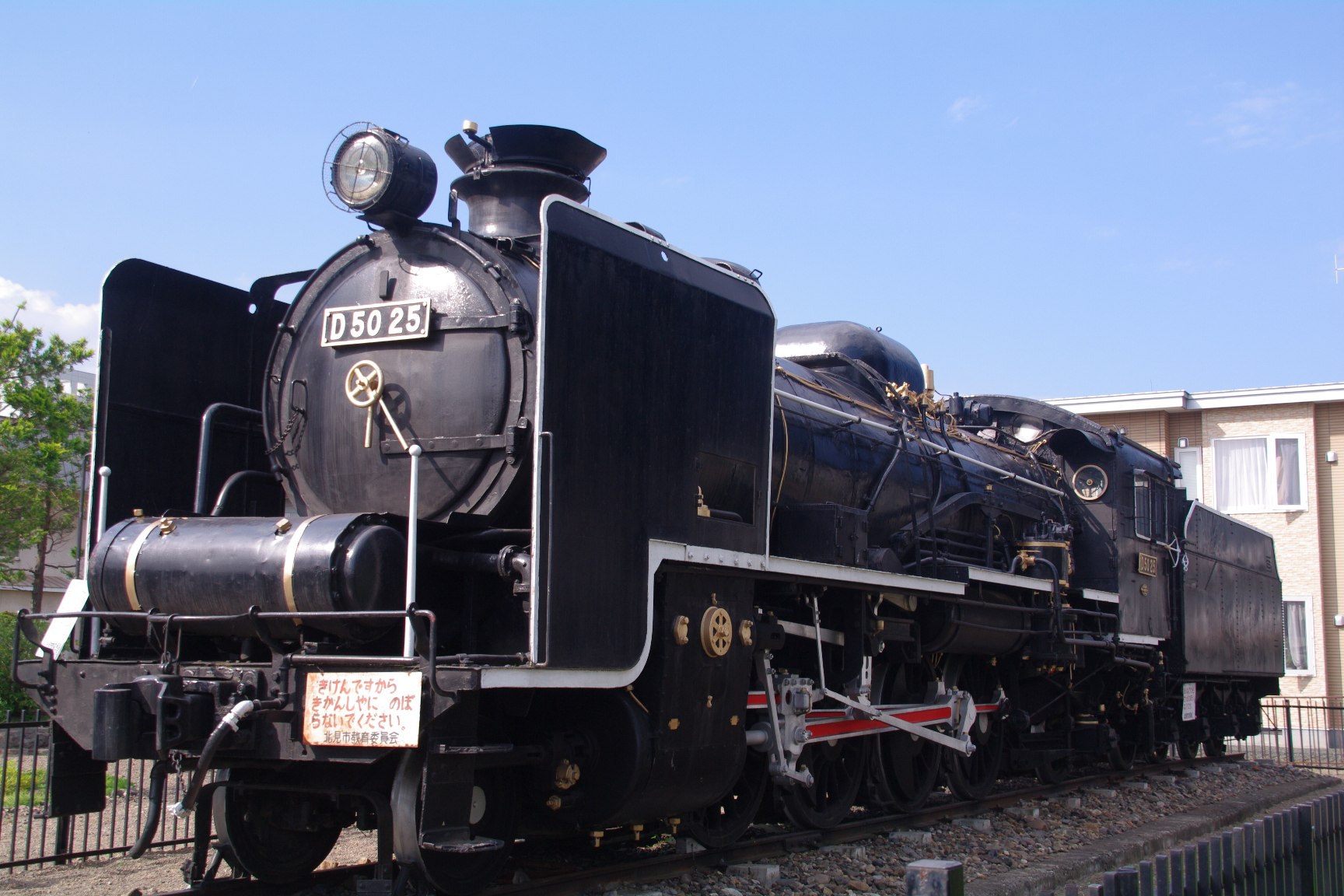
기타미시에 보존되어 있는 D50 25

## D50형이 등장한 작품
- 1940년에 제작된 기록영화 《鐵道信號》에서는 화물열차의 견인기로서 D50 140이 등장한다.
- 오사카 게이지의 소설 《とむらい機関車》에서 D50 444(실제로 존재하지 않는다)가 등장한다.

## 같이 보기
- 일본국유철도 D51형 증기 기관차
- 일본국유철도 D61형 증기 기관차
- 일본국유철도 D62형 증기 기관차

## 참고 자료
- プレス・アイゼンバーン『レイル』No.37 1998年7月 ISBN 4-87112-187-9

グラフ D50の足跡 pp.4 - 13
高木宏之「国鉄型蒸気機関車の系譜 第7章 9900（→D50）形・機78-2形」 pp.25 - 38
- 金田茂裕「形式別 国鉄の蒸気機関車 IV」1986年、プレス・アイゼンバーン刊
- 交友社『鉄道ファン』1963年4月号 No.22

今村潔 「国鉄蒸気機関車素描II 9900/D50」 pp.37 - 43
小熊米雄 「満州のD50―吉長、吉敦鉄路の500形について」pp.45 - 47